# Kamendaka versicolor
Kamendaka versicolor är en insektsart som beskrevs av Frederick Arthur Godfrey Muir 1913. Kamendaka versicolor ingår i släktet Kamendaka och familjen Derbidae. Inga underarter finns listade i Catalogue of Life.